# П'єро Оперто
П'єро Оперто (італ. Piero Operto, нар. 20 грудня 1926, Турин — пом. 4 травня 1949, Суперга) — італійський футболіст, захисник.
Відомий виступами за клуби «Казале» та «Торіно». Разом з партнерами по туринській команді трагічно загинув в авіаційній катастрофі на горі Суперга 4 травня 1949 року.
Чемпіон Італії. 

## Ігрова кар'єра
У дорослому футболі дебютував 1946 року виступами за команду клубу «Казале», в якій провів два сезони, взявши участь в 71 матчі чемпіонату. Більшість часу, проведеного у складі «Казале», був основним гравцем захисту команди.
1948 року перейшов до найсильнішого на той час італійського клубу «Торіно», за який встиг відіграти лише один сезон, взявши участь в 11 матчах першості. 
Свій єдиний титул чемпіона Італії в сезоні 1948–49 Оперто отримав посмертно — 4 травня 1949 року команда трагічно загинула в авіакатастрофі на горі Суперга неподалік Турина. До кінця першості лишалося 4 тури, «Торіно» очолював турнірну таблицю, і всі загиблі гравці клубу посмертно отримали чемпіонський титул після того, як гравці молодіжної команди клубу, що догравали сезон в Серії A, виграли в усіх чотирьох останніх матчах першості. Варто зазначити, що їх суперники («Дженоа», «Палермо», «Сампдорія» та «Фіорентина») у цих матчах з поваги до загиблих чемпіонів також виставляли на поле молодіжні склади своїх клубів.

## Титули і досягнення
- Чемпіон Італії (1):

«Торіно»:  1948–49